# Togo na Letnich Igrzyskach Olimpijskich 2024
Togo na Letnich Igrzyskach Olimpijskich 2024 – występ kadry sportowców reprezentujących Togo na igrzyskach olimpijskich, które odbyły się w Paryżu we Francji, w dniach 26 lipca – 11 sierpnia 2024.
Reprezentacja Togo liczyła pięcioro zawodników – trzy kobiety i dwóch mężczyzn, którzy wystąpili w 4 dyscyplinach.
Był to dwunasty start Togo na letnich igrzyskach olimpijskich.

## Reprezentanci

### Lekkoatletyka
| Zawodnik     | Konkurencja       | Runda 1  | Runda 1 | Runda 2  | Runda 2 | Półfinał | Półfinał | Finał    | Finał   | Źródło |
| Zawodnik     | Konkurencja       | Rezultat | Pozycja | Rezultat | Pozycja | Rezultat | Pozycja  | Rezultat | Pozycja | Źródło |
| ------------ | ----------------- | -------- | ------- | -------- | ------- | -------- | -------- | -------- | ------- | ------ |
| Naomi Akakpo | bieg na 100 m (k) | 12.34    | 19.     | NQ       | NQ      | NQ       | NQ       | NQ       | NQ      | [ 1 ]  |

### Pływanie
| Zawodnik     | Konkurencja           | Eliminacje | Eliminacje | Półfinał | Półfinał | Finał | Finał | Źródło |
| Zawodnik     | Konkurencja           | Czas       | Poz.       | Czas     | Poz.     | Czas  | Poz.  | Źródło |
| ------------ | --------------------- | ---------- | ---------- | -------- | -------- | ----- | ----- | ------ |
| Jordano Daou | 50 m st. dowolnym (m) | 26.56      | 58.        | NQ       | NQ       | NQ    | NQ    | [ 2 ]  |
| Adèle Gaïtou | 50 m st. dowolnym (k) | 32,50      | 72         | NQ       | NQ       | NQ    | NQ    | [ 3 ]  |

### Triathlon
| Zawodnik     | Konkurencja | Pływanie | Zmiana 1 | Jazda na rowerze | Zmiana 2 | Bieg | Czas | Pozycja | Źródło |
| ------------ | ----------- | -------- | -------- | ---------------- | -------- | ---- | ---- | ------- | ------ |
| Eloi Adjavon | mężczyźni   | 25:43    | 0:51     | LAP              | LAP      | LAP  | LAP  | LAP     | [ 4 ]  |

### Wioślarstwo
| Zawodnik       | Konkurencja    | Eliminacje | Eliminacje | Repasaż | Repasaż | Ćwierćfinały | Ćwierćfinały | Półfinały | Półfinały | Finał   | Finał | Miejsce | Źródło |
| Zawodnik       | Konkurencja    | Czas       | M.         | Czas    | M.      | Czas         | M.           | Czas      | M.        | Czas    | M.    | Miejsce | Źródło |
| -------------- | -------------- | ---------- | ---------- | ------- | ------- | ------------ | ------------ | --------- | --------- | ------- | ----- | ------- | ------ |
| Akoko Komlanvi | jedynka kobiet | 8:44.88    | 5. R       | 8:43.11 | 5. SE/F | —            | —            | 9:16.28   | 4. FF     | 8:46.73 | 32.   | 32.     | [ 5 ]  |